# کارکس (برند)
کارکس (انگلیسی: Karex) یک تولیدکننده کاندوم مالزیایی است که یکی از بزرگ‌ترین تولیدکنندگان در جهان است. این شرکت سالانه بیش از پنج میلیارد کاندوم و از هر پنج کاندوم در جهان یک کاندوم تولید می‌کند. این شرکت همچنین برای برندهای بازار مانند دورکس کاندوم عرضه می‌کند.